# ヴェネツィア楽派

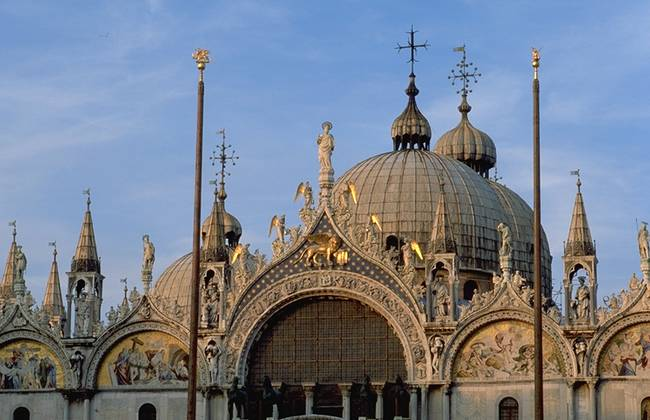
ヴェネツィアのサン・マルコ寺院

ヴェネツィア楽派（ヴェネツィアがくは）は、イタリアのヴェネツィアで、16世紀中期から17世紀初頭にかけてのルネサンス音楽、バロック音楽の作曲家たちである。この楽派が音楽史に残した業績は、二つの聖歌隊と2台のオルガンを用いた二重合唱（複合唱 cori spezzati）の技法の開発である。この技法は、協奏曲のひな形となる。二重合唱の発展と、フィレンツェでのモノディとオペラの誕生により、ルネサンス音楽は終わりを告げ、バロック音楽が始まった。

## 背景
ヴェネツィア楽派の誕生の背景にはいくつかの要因がある。まず一つは政治的なもので、1521年の教皇レオ10世の死と1527年のローマ略奪により、当時のヨーロッパ文化の中心地であったローマから多くの音楽家が離れ、ヴェネツィアに移り住んだ。
別の理由として印刷術の発展がある。16世紀初頭からヴェネツィアは音楽出版の中心地となり、フランドルやフランスの作曲家たちが新技術の恩恵にあずかるためヴェネツィアを訪れた。
さらに大きな理由として、サン・マルコ寺院の構造があった。サン・マルコ寺院があまりに巨大であったため、残響を利用した二重合唱が開発された。この技法を生み出したのは1527年にサン・マルコ大聖堂の楽長となったフランドル楽派のアドリアン・ヴィラールト（1490頃-1562）であった。作曲家としてのみならず教師としてもヴィーラルトの影響は甚大で、多くの弟子を育て、ここにヴェネツィア楽派が始まった。

## 展開
1560年代にヴェネツィア楽派はバルダッサーレ・ドナート率いる革新派とジョゼッフォ・ツァルリーノ率いる保守派に分裂した。保守派はフランドル楽派のポリフォニーを順守する傾向があり、ツァルリーノの他にチプリアーノ・デ・ローレ、クラウディオ・メールロらがいた。一方、革新派にはドナートの他にジョヴァンニ・クローチェ、アンドレーア・ガブリエーリ、ジョヴァンニ・ガブリエーリらがいた。
ヴェネツィア楽派の頂点はアンドレーア・ガブリエーリとジョヴァンニ・ガブリエーリが複数の合唱隊、金管楽器、弦楽器、オルガンという巨大な編成の作品を作曲した1580年代であった。それらの作品では強弱法が初めて用いられ、器楽合奏において楽器の指定がなされるようになった。同時期にオルガン音楽もメールロやジローラモ・ディルータによって最盛期を迎え、後の北ドイツ・オルガン楽派へとつながっていった。
なおヴェネツィア楽派の用語には、より保守的なローマ楽派と特に区別するために、当時のフィレンツェ・フェラーラ・ナポリ、マントヴァ・パドヴァ・ミラノの音楽を含めることもある。

## 主要な作曲家
- アドリアン・ヴィラールト
- アンドレーア・ガブリエーリ
- チプリアーノ・デ・ローレ
- ジョゼッフォ・ツァルリーノ
- アンニーバレ・パドヴァーノ
- コスタンツォ・ポルタ
- クラウディオ・メールロ
- ジョゼッフォ・グアーミ
- ジローラモ・ディルータ
- ジョヴァンニ・ガブリエーリ
- ジョヴァンニ・バッサーノ
- クラウディオ・モンテヴェルディ

## 文献
- Various articles, including "Venice," in The New Grove Dictionary of Music and Musicians, ed. Stanley Sadie.  20 vol.  London, Macmillan Publishers Ltd., 1980.  ISBN 1-56159-174-2
- Gustave Reese, Music in the Renaissance.  New York, W.W. Norton & Co., 1954.  ISBN 0-393-09530-4
- Manfred Bukofzer, Music in the Baroque Era.  New York, W.W. Norton & Co., 1947.  ISBN 0-393-09745-5
- Harold Gleason and Warren Becker, Music in the Middle Ages and Renaissance (Music Literature Outlines Series I).  Bloomington, Indiana.  Frangipani Press, 1986.  ISBN 0-89917-034-X
- Eleanor Selfridge-Field, Venetian Instrumental Music, from Gabrieli to Vivaldi.  New York, Dover Publications, 1994.  ISBN 0-486-28151-5
- Denis Arnold, Monteverdi.  London, J.M. Dent & Sons Ltd, 1975.  ISBN 0-460-03155-4
- Blanche Gangwere, Music History During the Renaissance Period, 1520–1550.  Westport, Connecticut, Praeger Publishers.  2004